# ドローン (音楽)
音楽におけるドローン（英: drone）とは、一般に楽器の音について楽曲の中でおなじ音高のまま長く持続される音であり、持続音とも訳する。完全五度などの複音の場合もある。
類似するものに持続低音と訳されるオルゲルプンクトがあるが、これは機能和声や対位法のカデンツ操作の中に組み込まれており、長さもそれほど長くはない。

## 民族楽器のドローン
ドローンは民族音楽でよく使われ、バグパイプの通奏低音などがその典型的な例である。現代音楽にもこれからヒントを得てよく使われ、ラ・モンテ・ヤングの音楽はドローンそのものであり、それだけで数時間かかるものもある。
インドの伝統音楽においては、完全五度のドローンは欠かせないものとなっている。タンプーラ（タンブーラ）はそのための専用の楽器である。
日本の伝統的な薩摩琵琶では、4本の弦のうちもっとも低音の弦を常に開放弦としてドローン的に使用する。

## 楽器
ドローンを使用して演奏する楽器として、次のものがある。
- 鍵盤楽器：　ハルモニウム
- 擦弦楽器：　ハーディー・ガーディー、ヨウヒッコ
- 撥弦楽器：　シタール、マウンテン・ダルシマー、ストラム・スティック、大正琴
- 吹奏楽器：　フルス（ひょうたん笛）